# Drève des Brûlés
La drève des Brûlés (en néerlandais : Verbrandendreef) est une drève sans issue bruxelloise de la commune de Woluwe-Saint-Pierre, accès par un rond-point face à la rue au Bois sur une longueur totale de 225 mètres. Un chemin piétonnier permet de traverser l'avenue de Tervueren et atteindre la Forêt de Soignes. Le chemin passe en forêt depuis la voie carrossable sur une distance de 2 200 mètres.